# Prêmio Asahi
O Prêmio Asahi (em japonês, 朝日賞) é um prêmio concedido pelo jornal japonês Asahi Shimbun para realização de bolsas ou as artes que fez uma contribuição à cultura ou sociedade. Foi criado em 1929. Muitos beneficiários deste prêmio foram mais tarde homenageado com um Prêmio Nobel. É considerado como um dos mais prestigiados prêmios apresentados por uma entidade não-governamental.

## Ganhadores
- Tsubouchi Shōyō, 1929, Autor, Tradutor
- Toyotaro Suhara (Hotaro Suhara), 1929, Engenheiro aviônico, inventor da fotografia de ultra-alta velocidade[1]
- Seison Maeda, 1929, Artista,[2]
- Jigoro Kano, fundador do judô de 1935
- Shoichi Sakata, Físico de 1948
- Motosaburo Masuyama, Estatístico de 1948
- Kenkichi Iwasawa, Matemático de 1959
- Eiichi Goto, Físico, 1959
- Yozo Matsushima, Matemático, 1962
- Shinichiro Tomonaga, Físico de 1946
- Jun'ichiro Tanizaki, Escritor
- Toshihiko Izutsu, filósofo e tradutor, 1982[3]
- Masaki Watanabe, Cirurgião ortopédico, 1983
- Izuo Hayashi, Físico, 1986[4]
- Syukuro Manabe, Meteorologista e Climatologista de 1995
- Donald Keene, Escritor, 1997
- Hirotsugu Akaike, Estatístico
- Kazuya Kato, Matemático, 2002
- Akira Fujishima, Químico, 2003

## Ligações Externas
- Contribution to Society page at Asahi shibun site